# مصاحبه (فیلم ۱۹۷۱)
«مصاحبه» (انگلیسی: Interview (1971 film)) یک فیلم است که در سال ۱۹۷۳ منتشر شد.